# Jesús Alturo i Perucho
Jesús Alturo i Perucho (El Pont de Suert, 10 marzo 1954) è un paleografo, filologo classico e medievista spagnolo. Scrive abitualmente su aspetti culturali del Medioevo.

## Biografia
È professore ordinario all'Università autonoma di Barcellona, prima in Filologia latina (dal 1976) e successivamente in paleografia latina, codicologia e diplomatica (dal 1992), quando ha sostituito il suo maestro Anscari M. Mundó. Dottore in filologia classica, è uno specialista dell'Alto Medioevo, in particolare nel campo della storia culturale, non solo in Catalogna e Spagna, ma anche in Europa.
Dal 1994 è membro del Comité International de Paléographie Latine. È anche membro della Société nationale des antiquaires de la France (2013), membro corrispondente della Reial Acadèmia de Bones Lletres de Barcelona (2007), membro onorario della Societat Catalana de Numismatica e membro della Societat Catalana d'Estudis Litúrgics (Institut d'Estudis Catalans). È stato Directeur d'Études invité all'École pratique des hautes études. Nell'ambito del progetto Monumenta Palaeographica Medii Aevi è direttore della Series Hispanica. Nel 2017 ha pubblicato la Chartae Latinae Antiquiores Cataloniae, dove pubblica i più antichi documenti originali conservati negli archivi e nelle biblioteche della Catalogna, un centinaio de documenti.

## Attività di ricerca
È autore di una vasta e variegata produzione scientifica, con più di trecento pubblicazioni, che includono l'edizione critica di documenti medievali, e il recupero e lo studio di frammenti di codici, con l'identificazione di manoscritti unici come la più antica testimonianza del Liber de dono perseuerantiae di Agostino d'Ippona, o del Pamphilus, o del roman de Jaufré, o del pellegrinaggio di Egeria, tra gli altri. Ha anche studiato e editato testi letterari medievali, come i sermoni attribuiti al vescovo e abate Oliva o al grammatico Borrell Guibert, e iscrizioni epigrafiche medievali. Altro campo di suo interesse sono stati i glossari latini medievali, e la diffusione in particolare del Liber glossarum. Nel 2019 ha pubblicato un'edizione completamente nuova del Planctus monalis trasmesso da ms. Lat. 3251 et, à son tour, e, a sua volta, un'altra versione sconosciuta del monastero di Santa María de Obarra.
Come paleografo ha individuato i copisti di numerosi codici anonimi, frammenti di manoscritti e diplomi. Nel campo della storia della scrittura ha dedicato particolare attenzione alla scrittura visigotica e alla scrittura carolina.
Nell'ottobre 2021, con Tània Alaix, ha identificato il più antico autore conosciuto di un testo in catalano nella persona del suddiacono Ramon de Cabó. Allo stesso modo, ha proposto nuove date per le prime testimonianze scritte in catalano, la traduzione catalana del Liber Iudiciorum, conservata nella La Seu d'Urgell e nel monastero di Montserrat e le Homilies d'Organyà della Biblioteca de Catalunya.

## Onorificenze
Ha ricevuto, tra gli altri, il Premio Ciudad de Barcelona (1982) per la sua opera L'arxiu antic de Santa Anna de Barcelona del 942 al 1200. (Aproximació històrico-lingüística), e il Premio della Critica Serra d'Or per la Letteratuta e il Saggio (2004), per il suo libro Història del llibre manuscrit a Catalunya, il primo approccio alla materia in Catalogna e Spagna, dove specifica i concetti di scriptorium, biblioteca e copista. Il 13 dicembre 2021 ha ricevuto la Creu de Sant Jordi "per il suo contributo nel campo della paleografia, codicologia e diplomatica e per i suoi contributi essenziali alla storia della letteratura e dell'arte medievale del periodo romanico in Catalogna."

## Opere (selezione)
- L’Arxiu Antic de Santa Anna de Barcelona (Fons de Santa Anna i de Santa Eulàlia del Camp) del 942 al 1200: aproximació històrico-lingüística, 3 vol., (1985)
- Diplomatari de Polinyà del Vallès: aproximació a la història d'un poble del segle X al XII (1985)
- Mundó, Anscari M.Obres completes. 1, De la romanitat a la sobirania. (1997)
- Diplomatari d’Alguaire i del seu monestir santjoanista, de 1076 a 1245 (1999)
- Studia in codicum fragmenta (1999)
- El llibre manuscrit a Catalunya: orígens i esplendor (2000; 2ª ed. 2001)
- Liber iudicum popularis ordenat pel jutge Bonsom de Barcelona, a c. di J. Alturo, J. Bellés, J.M. Font i Rius, Y. García, A.M. Mundó (2003)
- Història del llibre manuscrit a Catalunya (2004)
- El Llibre i la lectura: de l’antigüitat a l'època moderna (2008)
- El calze i la lira entre reixes: culte i textos clandestins dins la Presó Model de Barcelona (1937) (2008)
- Diplomatari d’Alguaire i del seu monestir duple de Sant Joan de Jerusalem (1245 a 1300) (2010)
- Memòries de la Guerra Civil i notes parroquials de postguerra de Mn. Joan Agut i Ribera, rector de Santa Maria de Montmaneu (2011)
- La Producció i circulació de llibres clandestins des de l'antiguitat fins als nostres dies: actes de les segones Jornades internacionals sobre història del llibre i de la lectura: 20 i 21 d'octubre de 2010, a c. di J. Alturo, M. Torras y A. Castro (2012)
- La Escritura visigótica en la Península Ibérica: nuevas aportaciones, Jornadas Internacionales a c. di J. Alturo, M. Torras y A. Castro (2012)
- Alturo, J., e T. Alaix. L’església de Sant Salvador de Polinyà i les seves pintures (2016)
- Alturo, J., e T. Alaix. Chartae Latinae Antiquiores Cataloniae, 3 vol., (2017-2018) (in inglese)
- Alturo, J., e T. Alaix. Mil cent anys de la vila i de la parròquia de Santa Maria de Llinars (2019)
- Alturo, J., e T. Alaix. L’antependi de Sant Martí de Lleida a Baltimore i altres obres de l’art medieval català (2020)
- Alturo, J., e T. Alaix. El canonge Adanagell de Vic (ca. 860-925), llavor de noves semences: la cultura a la diòcesi d’Osona en els primers temps carolingis (2021)